# Makula parviceps
Makula parviceps är en insektsart som först beskrevs av Walker 1870.  Makula parviceps ingår i släktet Makula och familjen Derbidae. Inga underarter finns listade i Catalogue of Life.